# Allium hymenorhizum
Allium hymenorhizum — вид трав'янистих рослин родини амарилісові (Amaryllidaceae), поширений у Приураллі та Азії.

## Опис
Цибулина поодинока або скупчена, субциліндрична, ≈ 1.5 см в діаметрі; оболонка червоно-коричнева, блискуча, шкіряста. Листки лінійні, коротші від стеблини, шириною 2–6 мм, плоскі, гладкі. Стеблина 30–90 см, вкрита листовими піхвами на ≈ 1/2 довжини. Зонтик півкулястої до кулястої форми, густо багатоквітий. Оцвітина блідо-червона до пурпурно-червоної; зовнішні сегменти ланцетні до еліптично-ланцетних, 4–4.5 × 1.1–1.2 мм; внутрішні вузько-довгасті-еліптичні, 4.6–5.5 × 1.3–1.6 мм. Зав'язь від зворотно-яйцюватої до субкулястої.
Квітне в серпні.

## Поширення
Поширення: Туреччина, Приуралля та Алтай (Росія), Афганістан, Іран, Казахстан, Киргизстан, Монголія, Таджикистан, Узбекистан, Сіньцзян (Китай).
Населяє луки, сухі пасовища, високі рівнини, гірські схили.